# Xingyang
|  | No s'ha de confondre amb Xianyang, Xiangyang, Xinxiang, o Xinyang. |

Xingyang (xinès simplificat: 荥阳; xinès tradicional: 滎陽; pinyin: Xíngyáng), és una ciutat a nivell de comtat de la província de Henan, al centre-sud de la Xina, sota l'administració de la ciutat a nivell de prefectura de Zhengzhou. Es troba a 15 quilòmetres a l'oest de la ciutat de Zhengzhou pròpiament dita. La població de Xingyang és d'uns 590.000 habitants i la seva superfície és d'uns 908 km².

## Història
El nom de Xingyang, provinent del Shujing o Clàssic dels documents, significa la ciutat situada al nord del riu Xing (荥). La història de Xingyang es pot recuperar en llibres escrits fa més de 3.000 anys.
Segons una llegenda xinesa Xingyang és el lloc des d'on Chang'e va volar a la Lluna. A més, moltes persones influents en la història xinesa eren de Xingyang, com Shen Buhai, un legalista en el període dels Estats Combatents i Li Shangyin, un poeta a finals de la dinastia Tang. A més, Xingyang es considera com el lloc d'origen de les persones el cognom de les quals és Zheng (郑氏).
A Xingyang hi ha les restes de la dinastia Han. S'hi han trobat antiguitats budistes.

## Clima
El clima presenta las quatre estacions ben diferenciades, amb una temperatura mitjana de 14,3 °C i una precipitació de 640 mm. El mes més plujós és juliol.

## Economia
Situada a la riba sud plana del riu Groc, la ciutat de Wangcun de Xingyang és coneguda per la seva aqüicultura. Des que el seu desenvolupament va començar el 1986, els sistemes d'estanys de Wangcun han crescut fins a una mida total d'uns 10 km², fent de la ciutat el centre d'aqüicultura més gran del nord de la Xina.
L'any 2007, es va iniciar la construcció a Wangcun d'una gran granja de tortugues, que cria la tortuga del riu Groc (una varietat local de la tortuga de petxina tova xinesa). Amb una capacitat de criar 5 milions de tortugues a l'any, s'esperava que la instal·lació esdevingués la granja d'aquest tipus més gran de Henan.